# Devils Desk
Devils Desk és un estratovolcà que es troba al Parc Nacional de Katmai, a Alaska, als Estats Units. L'erosió n'ha eliminat la major part. El cim s'eleva fins als 1.954 msnm, 450 metres per sobre la glacera Hook. Estudis recents van datar la lava de fa 245.000 anys.